# مبارزه (فیلم ۱۹۸۲)
مبارزه محصول ۱۹۸۲ آمریکا فیلمی مهیج به کارگردانی جان فرانکن‌هایمر و همکاری جان سایلس در نویسندگی است. در این فیلم بازیگرانی چون اسکات گلن و توشیرو میفونه بازی می‌کنند.

## داستان فیلم
ریک، یک مشت زن سابق، توسط فرزندان تورو یوشیدا در لس آنجلس برای باز پس گرفتن یکی از شمشیرهای پیدا شده مورد حمله قرار می‌گیرد. سی و پنج سال بعد، پس از سرقت انجام شده توسط برادر کوچکتر تورو، هیدئو، دو سلاح آبا و اجدادی توسط رئیس دسته به پسر ارشد برگردانده می‌شود.